# Edmondo Rho
Edmondo Rho (Torino, 20 giugno 1901 – Torino, 26 dicembre 1962) è stato un critico letterario italiano.

## Biografia
Coetaneo e amico di Piero e Ada Gobetti, fu molto legato al gruppo di amici torinesi (Natalino Sapegno, Federico Chabod, Carlo Levi, Mario Gromo, Mario Fubini) che insieme a Gobetti animarono «Il Baretti» e «Energie Nove» . Insegnò a Rovigo nelle scuole superiori passando più tardi all'Università di Torino come libero docente di letteratura italiana, con un'attenzione particolare per Carlo Goldoni, di cui pubblicò edizioni commentate per editori quali La Nuova Italia, Vallecchi, Garzanti.

## Opere principali
- La poesia volgare, Torino, Lattes, 1923
- Lorenzo il Magnifico, Bari, Laterza, 1926
- La missione teatrale di Carlo Goldoni: storia del teatro goldoniano, Bari, Laterza, 1936
- Primitivi e romantici, Firenze, Sansoni, 1937